# Kritosaurus
Kritosaurus („oddělený ještěr“) byl rod kachnozobého dinosaura, který žil zhruba před 73 miliony let (v období pozdní křídy) na území dnešní Severní Ameriky a možná také Jižní Ameriky. Tento druh není znám podle kompletních pozůstatků, proto jeho přesné taxonomické zařazení není zcela zřejmé. Blízce příbuzným druhem byl Naashoibitosaurus ostromi, který by mohl být s kritosaurem ve skutečnosti synonymní.

## Historie

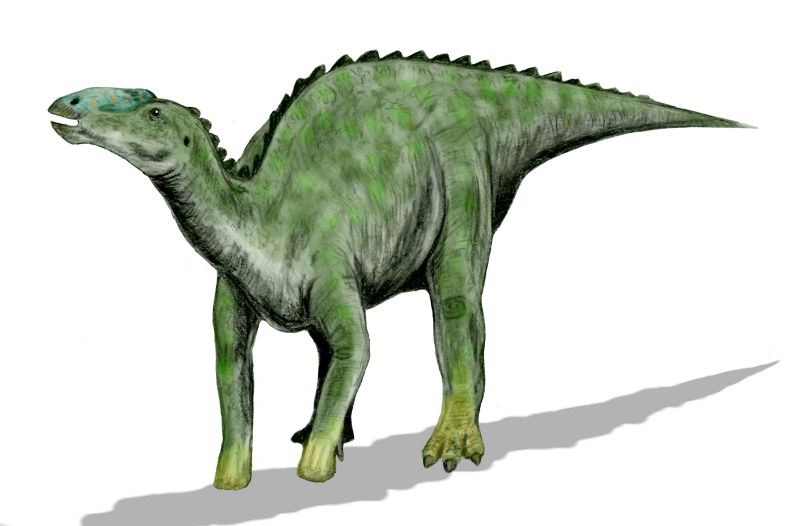
Rekonstrukce vzezření rodu Kritosaurus

Formálně popsal tohoto kachnozobého dinosaura paleontolog Barnum Brown v roce 1910 podle fosilního materiálu ze souvrství Ojo Alamo a souvrství Javelina na území Nového Mexika a Texasu, resp. Kritosauři patřili k posledním žijícím druhohorním dinosaurům, jak ukázaly objevy jejich fosilií v geologickém souvrství Ojo Alamo na území Nového Mexika (pánev San Juan). Druh Kritosaurus navajovius je známý z mexického geologického souvrství Cerro del Pueblo.
Argentinský druh K. australis byl v roce 2022 zařazen do vlastního rodu Huallasaurus, fosilní materiál z Texasu (souvrství Aguja) zase k rodu Malefica.

## Rozměry a druhy
Kritosaurus patřil mezi velké kachnozobé dinosaury, jeho lebka byla odhadem dlouhá 87 cm a celková délka těla mohla přesáhnout 9 metrů a hmotnost 4000 kg. Typovým druhem je K. navajovius, popsaný Barnumem Brownem v roce 1910. V Jižní Americe se zřejmě vyskytoval další druh K. australis. Lebka byla plochá a bez hřebenů, charakteristických pro lambeosaurinní kachnozobé dinosaury.